# Söderhamns Sparbank

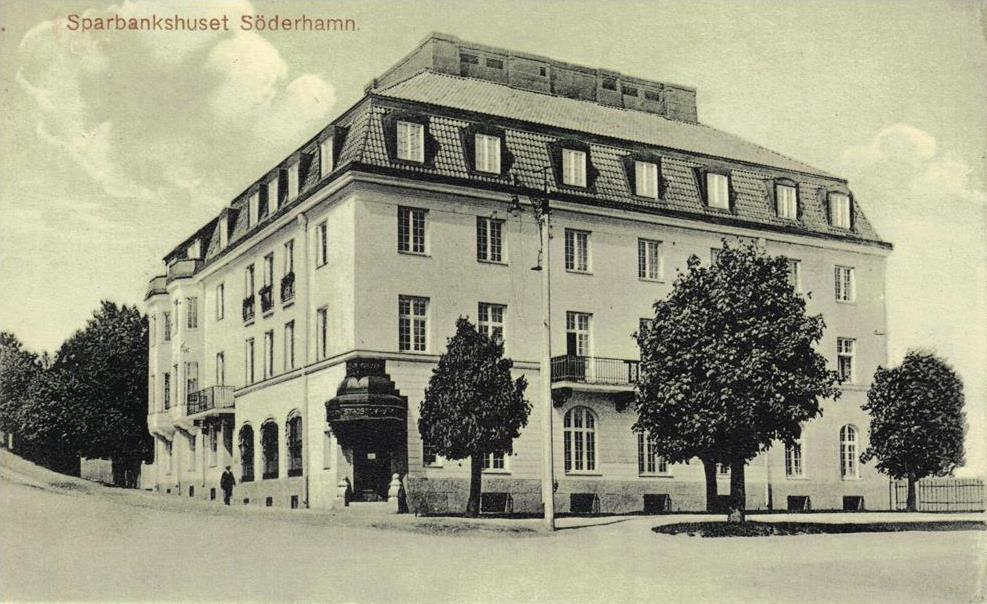
Gamla sparbankshuset i hörnet av Kungsgatan och Skolhusgatan, uppfört 1913–1914. Arkitekter Hagström & Ekman.

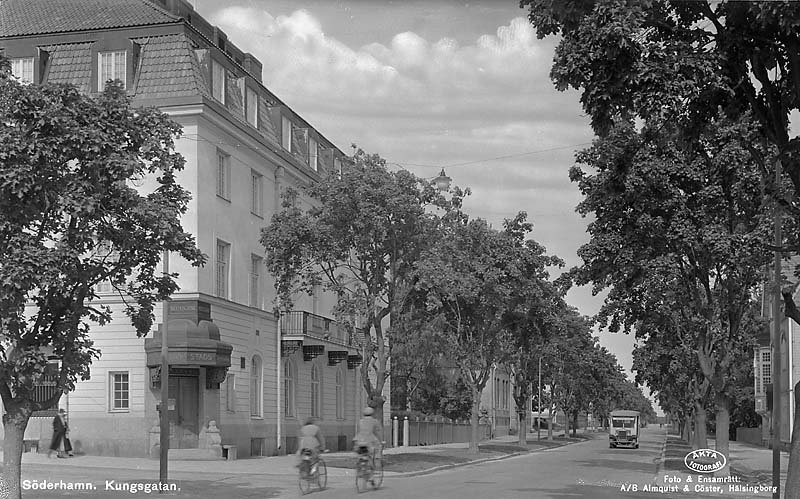
Kungsgatan med sparbankshuset.

Söderhamns Sparbank (tidigare namn Söderhamns stads Sparbank och  Söderhamns stads och Sydöstra Hälsinglands Sparbank), var en sparbank som var verksam 1854–2007 i Söderhamn.
Söderhamns stads Sparbank stiftades den 13 november 1853 på initiativ av Hans Erik Norell, kyrkoherde i Söderhamns församling 1852–1863, och inledde sin verksamhet året därpå. Norell var ordförande i sparbankens direktion 1853–1858. Till den första direktionen hörde även Johan Gustaf Brolin, som var dess ordförande 1858–1864. Den sistnämndes bror Lars Wilhelm Brolin var ordförande 1874–1900.
Sparbankens första lokal var i Storskolan, det vill i den dåtida lancasterskolan, i vars byggnad sparbankens räkenskapsförare var lärare och även bosatt. Senare kom banken att disponera ett rum i Söderhamns rådhus, men under 1876 års stadsbrand eldhärjades även detta och banken fick då inrymmas i en tillfällig lokal på Försörjningshuset (sedermera benämnt Ålderdomshemmet). Rådhuset restaurerades dock snabbt och redan 1877 torde en återflyttning till rådhuset ha ägt rum. År 1886 flyttade sparbanken till gamla järnvägsstationen, som året innan blivit hyresledig då Söderhamns Järnväg nedlagts och ersatts av Statsbanan Kilafors-Stugsund.
År 1903 frågan om mer ändamålsenliga lokaler och man började nu diskutera ett nybygge. De omfattande förhandlingar som följde ledde inte till något resultat, men i mars 1905 inkom kopparslagaren Johan Fredrik Westberg med ett erbjudande och att sparbanken skulle få hyra lokaler i Westbergska gården, vilket kom att accepteras, varefter banken flyttade in där 1906. Vid styrelsens sammanträde i september 1912 anmäldes att arkitektfirman Hagström & Ekman i Stockholm uppgjort förslagsskisser till ett sparbankhus. Året därpå kunde bygget påbörjas och i oktober 1914 kunde man flytta in i den nyuppförda byggnaden i hörnet av Kungsgatan och Skolhusgatan.
I 1923 års sparbankslag föreskrevs att sparbankerna i sina reglementen¨skulle ange sitt verksamhetsområde. Till följd av detta fastställdes 1924 sparbankens verksamhetsområde till Söderhamns stad och Sydöstra Hälsinglands domsaga och bankens namn ändrades sålunda till Söderhamns stads och Sydöstra Hälsinglands Sparbank. Detta namn förkortades sedermera till Söderhamns Sparbank. 
Sparbanken bedrev sin verksamhet i den 1914 invigda byggnaden till 1975, då man flyttade till en nybyggd fastighet i samma kvarter (Kungsgatan 11). De tidigare banklokalerna övertogs av firman Elektronikservice Fryklund & Thor. Sparbanken ombildades 1998 till Föreningssparbanken Söderhamn AB i vilket Swedbank 2007 övertog de resterande 60 procent av aktierna av Sparbanksstiftelsen Söderhamn, varigenom sparbanken upphörde som självständig bank. Vid upphörandet hade man kontor i Söderhamn och i Ljusne.

## Direktörer
- 1900–1903 Fridlef Afzelius
- 1904–1908 Uno Enderstein
- 1909–1920 Lars Erik Röstlund
- 1920–1929 Sven Martin Bjerén
- 1930–1935 Gustaf Brolin
- 1935–1943 Bror Bellander
- 1943–1966 Walfrid Berg
- 1966– Gunnar Palm